# Мендяновский сельсовет
Мендяновский сельсовет — муниципальное образование в муниципальном районе Альшеевский район Республики Башкортостан Российской Федерации.
Согласно «Закону о границах, статусе и административных центрах муниципальных образований в Республике Башкортостан» имеет статус сельского поселения.

## Население
| 2002 | 2009 | 2010 | 2012 | 2013 | 2014 | 2015 |
| ---- | ---- | ---- | ---- | ---- | ---- | ---- |
| 803  | ↘796 | ↘678 | ↘588 | ↘545 | ↘527 | ↘526 |
| 2016 | 2017 | 2018 | 2019 | 2020 |      |      |
| ↘498 | ↘477 | ↘476 | ↘466 | ↘446 |      |      |

## Состав сельского поселения
| № | Населённый пункт  | Тип населённого пункта       | Население |
| - | ----------------- | ---------------------------- | --------- |
| 1 | Мендяново         | село, административный центр | ↘412      |
| 2 | Старая Васильевка | село                         | ↘266      |